# イラン立憲革命

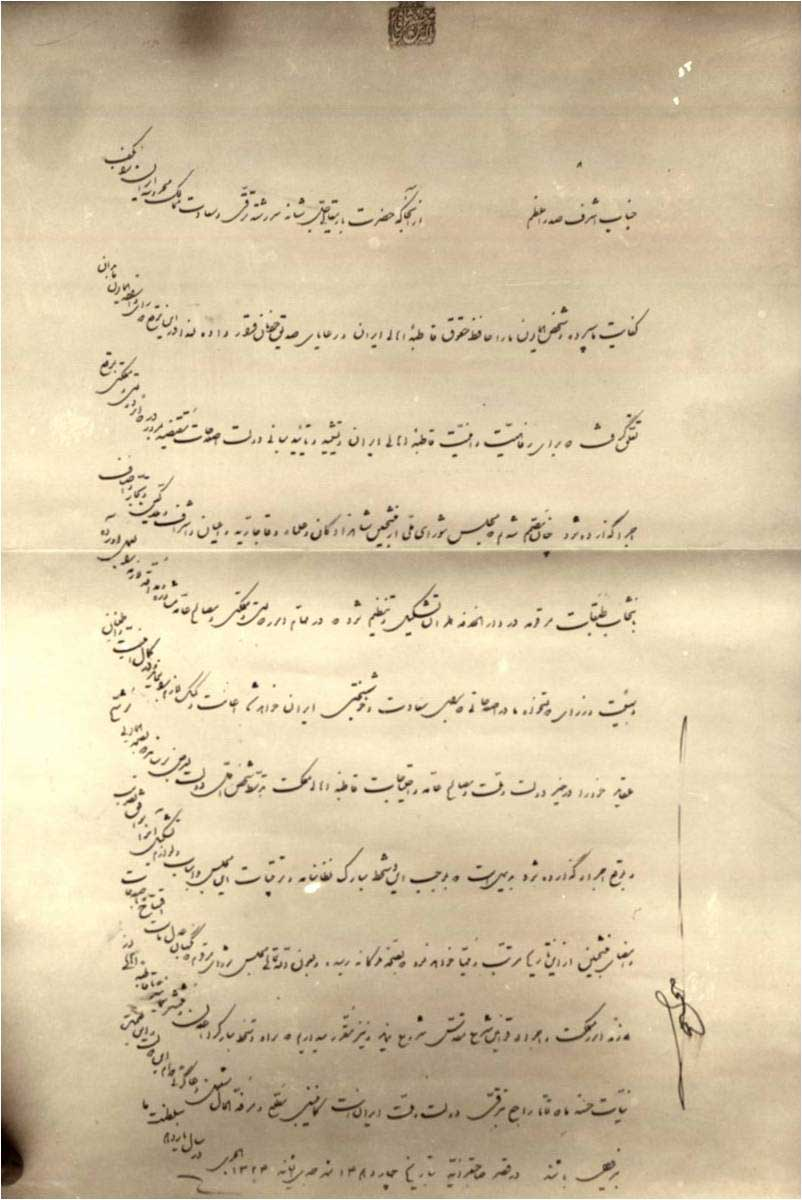
モザッファロッディーン・シャーが1905年8月5日に発したファルマーン（勅書）

イラン立憲革命（イランりっけんかくめい、ペルシア語: انقلاب مشروطيت ايران; 
Enqelāb-e Mashrūṭiyat-e Īrān）は、1906年から1911年にかけてイランで発生した革命。
カージャール朝専制に反対し憲法と議会の獲得と維持を主要な目標とし、国内の広範な集団を糾合した運動と、これを巡る一連の政治変動を指す。なお、イラン革命は1979年のイラン・イスラーム革命を指す語として定着しつつあるが、1980年ころまでは立憲革命を指した。このため本項で扱う20世紀初のものを「イラン立憲革命」、1979年のものを「イラン・イスラーム革命」として区別することが多い。

## 概説
19世紀末、イランを支配するガージャール朝は、数度の戦争の敗北、経済の不振によって急速に弱体化しつつあった。この中でヨーロッパ近代思想の自由主義や民族主義にふれた改革派と、弱体化する一方で非常に専制的態度を強化するガージャール朝政権に対して異議を唱える十二イマーム派シーア派のウラマー、さらに外国勢力の経済的支配の強まりに反感をいだくバーザール商人らが結合された。その第1の頂点が1891年12月のタバコ・ボイコット運動であったが、やがて政府に憲法の発布、議会の設置を求める一大運動をおこすことになるのである。これが立憲革命である。
1905年末のテヘランでの物価騰貴を背景として、1905年12月に開始された運動は、1906年前半を通じて粘り強く繰り広げられ1906年8月5日には立憲勅書を獲得することになる。同10月第一議会が招集されてただちに憲法制定の作業に入り、12月に憲法が発布された。ここまでが狭義のイラン立憲革命である。この議会制（第一立憲制）は安定せず、ガージャール朝反立憲派による1908年7月から1909年7月までの揺り戻し（小専制）があった。これに対し立憲派は北部を中心とするイラン各地で抵抗を続け、立憲革命の舞台はテヘランだけではなく全国に広がった。そして再度の立憲派の政権掌握と第二議会の招集（第二立憲制）を経て、ロシア帝国の介入により1911年12月に第二議会は解散され、憲法は部分的に機能が停止される。ここに立憲派は勢力を失い、再びロシア、イギリスの強い影響下に置かれたガージャール朝政府を中心とした政権運営が再開されることになった。一般にイラン立憲革命はここまでの過程を指す。
このようにイラン立憲革命は革命の目的を達することはできず、結果的に見れば敗北した革命であった。しかし立憲革命による混乱は、ガージャール朝の決定的弱体化を招き、パフラヴィー朝への交代の遠因となった。そして1907年憲法はガージャール朝・パフラヴィー朝を通じて幾多の修正を受けつつも、イスラーム革命にいたるまでイラン政治の骨格となったのである。さらに立憲革命への参加者は政治的、経済的、宗教的なさまざまな動機をもっていた。これにより立憲革命は国民意識を覚醒させ国民国家イランの原像となる民族主義的性格、専制に反対し各地に設立された草の根レヴェルの政治組織のような民主主義的性格、イスラームの倫理と法のもとづく運動のようなイスラーム主義的性格など、さまざまな性格を持つことになり、現代イラン史を通じて大きな影響を与えた。のちの石油国有化運動、イラン・イスラーム革命は立憲革命の系譜に連なるものといえる。また、立憲革命期を通じて幅広く発行された新聞やリーフレットはイランにおけるマスメディアの確立をもたらすなど、社会的意義も大きい。

## イラン立憲革命の展開
イラン立憲革命は約6年の長期にわたり、対立軸は大きく変化するため、4つの時期に区分されることが多い。本節ではこれに簡略な前史とその後の展開もあわせて叙述する。

### 前史
19世紀イランは、ガージャール朝の成立後1世紀も経ずに、西洋の衝撃を主因として混迷を深めつつあった。商人や労働者は周辺諸国への旅や出稼ぎ、官僚は留学を通じてイランの弱体化を思い知らされ、改革への意志を芽生えさせた。このような中で19世紀後半から数度の改革派政権が成立したが、大きな成果を挙げることはできなかった。改革派政権のややもすれば西洋化ともとれる政策は、改革派に見え隠れするバーブ教徒の姿も含め、イランを外国に売り渡す反イスラーム的行動としてウラマーの警戒を招くことになった。このように世俗的近代化論者とウラマーは正反対の要素ともいえるものだったが、イランの強化・外国支配への反対という一点において協力の余地が残っていた。この同盟を推し進めたのがアフガーニーで、1891年のタバコ・ボイコット運動において結実する。
1896年5月1日、アフガーニーの弟子ミールザー・レザー・ケルマーニーがナーセロッディーン・シャーを暗殺、モザッファロッディーン・シャーが登極した。前代の浪費や病弱な新シャー療養には多額の費用を必要としたうえ、土地税収の落ち込み、イランの基軸通貨である銀のスターリング・ポンドに対する世界的暴落で、財政は破綻寸前となり、大宰相・アミーノッソルターン（ペルシア語: امین‌السلطان）ことMirza Ali Asghar Khan Amin al-Sultan（ペルシア語: علی‌اصغر اتابک）は1900年と1902年の2回、ロシアへの莫大な借款を提案した。これにあわせ関税収入を確保すべく、ベルギー人のジョゼフ・ノウスを税関管理者として招聘して改革に当たらせた。

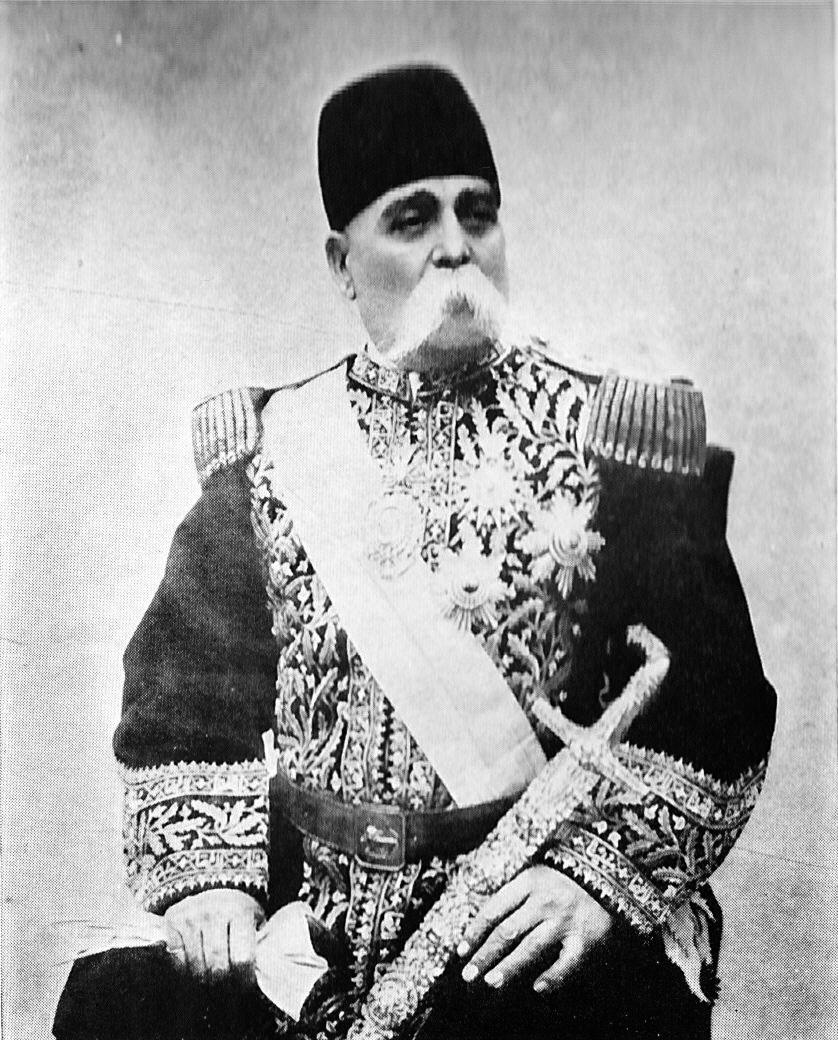
エイノッドウレ

これらの政策はイラン財政に対する外国支配の印象を深めた。大宰相は宮廷の対立する派閥争いにあって、一方で改革も進めねばならない立場にあったが、そもそも改革には財源が必要であり、財源はヨーロッパに見いださざるを得なかった。だがヨーロッパからの財源の移入はすなわちヨーロッパによるイラン支配と見られたのである。また、改革そのものも各種の既得権益をもつ商人やウラマー、また保守派官僚の反発を招くものであった。こうしてアミーノッソルターンは罷免され、大宰相は保守派の重鎮エイノッドウレ（en）に代わる。しかし財政危機はいかんともしがたく、ノウスの登用は続けられた。税関改革は商人に著しい負担をもたらし、これと強い結びつきをもち、さらに外国人による管理に反感を持つウラマーらの不信感は増大した。一方で、改革派もエイノッドウレの反動的・強権的政権運営、改革の停滞に反感を抱かせ、ガージャール朝「専制」への反発をも拡大させたのであった。
このような状況にあって、日露戦争（1904年 - 1905年）とロシアの血の日曜日事件（1905年）は強い衝撃を与えた。イランに圧力をかけ続ける北方の大国ロシアは戦争・革命に翻弄され、非ヨーロッパの日本がロシアに勝利した。イラン人はこれを「アジアの唯一の立憲議会勢力」がヨーロッパ唯一の「専制勢力」に勝利した、と象徴的にとらえたのである。イラン人にとって「立憲主義」は「強さ」への鍵となると思われた。

### 革命の勃発と立憲勅書まで

#### 小聖遷

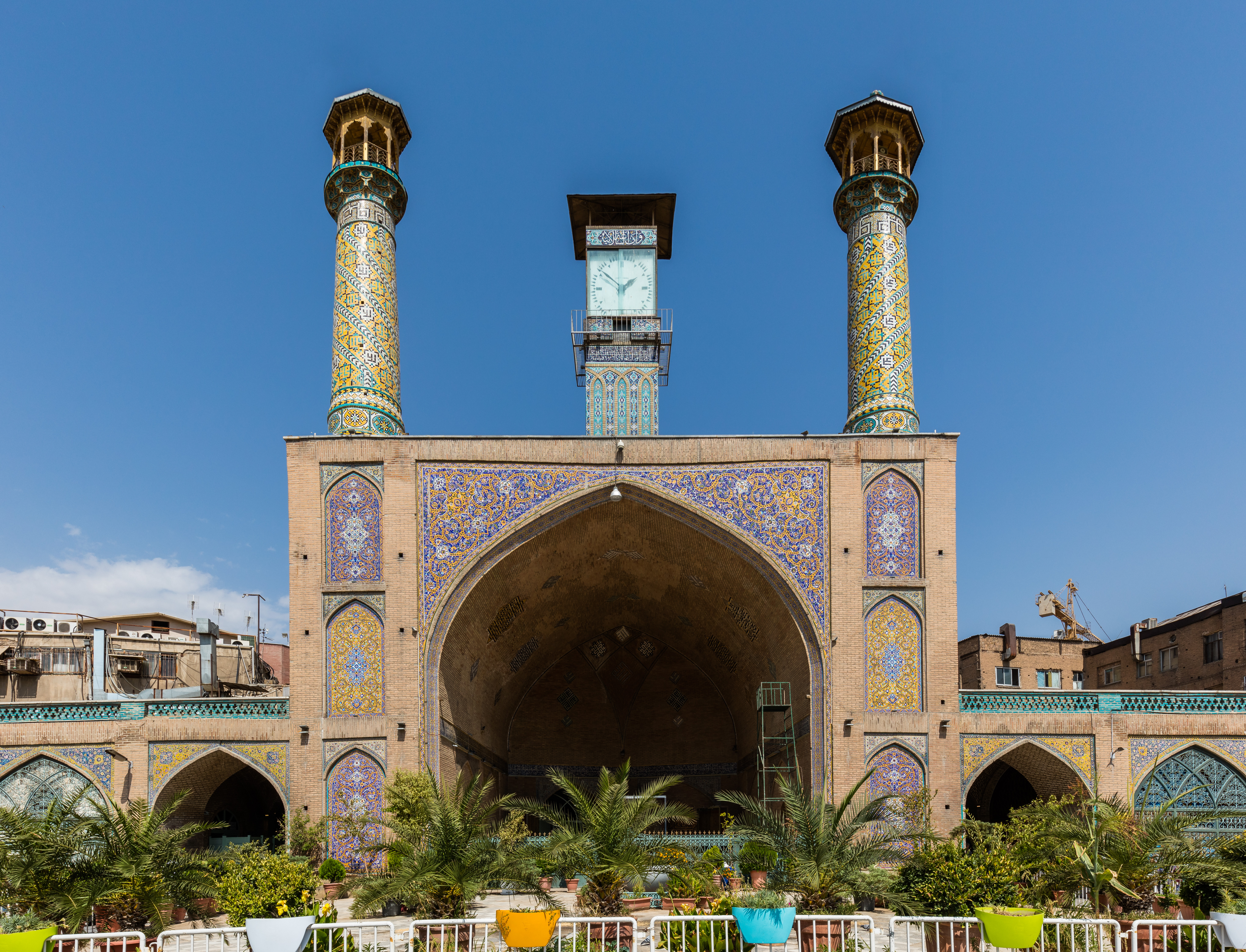
大バザールに面する王のモスク、テヘラン

1900年以降、商人らは厳しい関税の取立に反対を表明し、街頭での抗議を繰り返していた。1904年に日露戦争が起こると、商人らの状況はロシアからの輸入量激減により著しく悪化し、同時にテヘランの物価は高騰していた。1905年12月12日、中でも高騰の著しい砂糖について、テヘラン太守アラーオッドウレは強権的手法による価格引き下げを狙い、退蔵を疑い砂糖商人2名を杖刑に処した。
ここに至って不満は爆発した。翌12月13日、群衆は商人との共闘で一致をみた高位ウラマーの2人、アブドッラー・ベフバハーニとモハンマド・タバータバーイーに率いられ、王のモスクに集合した。人気のハティーブ・ジャマーロッディーン・ヴァーエズ・エスファハーニーによる激しい反政府演説などが行われた。しかし、ここでは太守の兵と王のモスク導師で保守派ウラマーのハーッジー・ミールザー・アボルガーセムとその支持者によって追い散らされてしまった。ベフバハーニーとタバータバーイーは2日後、テヘラン南郊シャー・アブドルアズィーム廟でのバスト（モスクなどのアジール地に入ることで、文字通りには「避難」のこと）を敢行した。このとき集団はおよそ2000人、商人、仲買人、低位ウラマーらを中心とする群衆で、同時にさらに多くの商人らがバーザールを閉鎖。ただし合流は王兵に阻止されて叶わなかった。
バストはこれ以降、1906年1月13日までの28日間にわたった。これは一見すれば、改革派宗教学者による正義の憤りと、群衆の異議申し立てであった。たしかに処罰された砂糖商人がセイイェド（預言者ムハンマドの後裔）であったことや老齢であったことが宗教的な憤激を誘うなどの面があった。しかし、政府の威喝と賄賂による懐柔をはねのけ、長期にわたる抗議を続けえた背景には、バーザール商人の財力と同時に、宮廷内の反エイノッドウレ派、すなわち職を追われた前大宰相アミーノッソルターンら、そしてエイノッドウレの反動的政策に不満を持つ改革派官僚らである。彼らは反大宰相の一点において一致し、バストした人びとを支援したのであった。
バストした人びとへの揺さぶりに失敗すると、エイノッドウレ政府は交渉姿勢に転じ、バスト解除の条件提示を求めた。これに対しタバータバーイーらは、テヘラン太守の罷免をはじめとする数箇条のリストを作成、交渉のなかで本来の目的である大宰相エイノッドウレと税関長ノウスの罷免、さらに「アダーラト・ハーネ」（公正の家）設立も加えられた。しかしこれは当然、政府の容れるところとはならず、数度の交渉が行われた。その結果、大宰相とノウスの罷免を撤回するかわりに「アダーラト・ハーネ」（公正の家）設置を政府が受け入れることとなり、1906年1月9日、交渉は妥結したのである。
ここで焦点となる「アダーラト・ハーネ」の実態は明らかになっていない。用語としては19世紀後半の司法改革で現れており、この文脈では、フランスの国務院に淵源を持つ制度、すなわち地方太守の恣意的行政を排するための行政法院であって、中央集権政策の一環となる制度ということになる。一方で同じく19世紀後半に地方における都市民、部族民、地方政府の紛争の中で設置された利害調整のための協議機関の影響を受けたものと見ることもできる。これは要求リストに含まれる「公平なシャリーアの実施」を担保し、政府・太守の恣意性を抑制するための機関と考え得るためである。いずれにせよ、バストした人々にとって「アダーラト・ハーネ」は大宰相罷免を撤回するほどの重要性を帯びた機関であった。
交渉妥結の翌1月10日にモザファロッディーン・シャーとアターバク・大宰相エイノッドウレの名によって「シャリーアの遍く公平かつ臣民の安寧を保つアダーラト・ハーネ」設立勅書が下された。13日、ウラマーに率いられた人々はテヘランへ帰還した。熱烈な歓迎を受けたのである。このバストをイラン立憲革命の文脈では、預言者ムハンマドのメッカからメディナへの移動すなわち聖遷に擬して、「小聖遷」と呼ぶ。

#### 大聖遷
「アダーラト・ハーネ」はしかし、いつまでも設置される気配がなかった。政府は改革を先延ばしすることで、さまざまな集団からなる反対派の勢力を削ごうとしたのである。タバータバーイーらのシャーへの書簡も言を左右にして無視された。説教師ジャマーロッディーン・エスファハーニーやシェイフ・モハンマド・ヴァーエズらの反政府説教は過激さを増し、不満は夏に近づくにつれて高まっていた。6月に反政府煽動として逮捕・拷問を加えられる者が出た。これを受けてタバータバーイーは「シャリーアのアダーラト・ハーネ協議会」（マジュレセ・シューラーイェ・アダーラトハーネ مجلس مشروعه عدالتخانه）を求める長大な演説を行っている。しかしタバータバーイーはいまだに「立憲制」は時期尚早と否定している。
7月11日、大宰相エイノッドウレは両説教師の逮捕を命じた。ここに再び不満は爆発し、群衆は両者の擁護のために騒乱状態となった。この中で若いセイイェドが発砲した王兵からシェイフ・モハンマド・ヴァーエズを守るために身を挺し死亡する事件がおこった。人びとはセイイェドの遺体とシェイフ・モハンマドを伴いマスジェデ・シャーへとバスト。これにタバータバーイー、ベフバハーニー、さらには保守派高位ウラマーであるシェイフ・ファズロッラー・ヌーリーら有力ウラマーや商人が加わった。群衆はさらにセイイェドの血染めの衣服とターバンを掲げて街に出ようとするが、待ちかまえた王兵が一斉射撃によって阻止した。このときの死傷者にもセイイェドがいた。王兵に包囲されて水と食糧を断たれ、預言者の後裔が打ち倒されるさま。それは人びとにとってまさにシーア派の3代イマーム・フサインらがウマイヤ朝軍によって飢餓の中に倒れたカルバラーの殉教を思い起こさせるものであった。もはや政府は、シーア派にとっての不正なる圧制者たるウマイヤ朝と同一視されるに至ったのである。
7月15日、ベフバハーニーは食糧の不足によって政府に屈することを良しとせず、ウラマーのみでイラクのアタバート（聖廟諸都市）へとさらにバストすることを決断したとして、大部分の人びとを解散した。翌日、ウラマーらは遠隔に過ぎるアタバートではなく、近傍の宗教都市ゴムへ目的地を変更して出発した。再びこれは聖遷になぞらえられ、ウラマーたちはムハンマドに付き従ってメディナに移った人びとを指す「ムーハジルーン」の名で呼ばれる。7月19日、彼らがゴムに近づくと、テヘランではこれに呼応して、商人らがバーザールを閉鎖して、商人・職人らは退去して、イギリス公使館へとバストしたのである。公使館もやはり治外法権の地であり、バスト地となったのである。一連の諸事件において決定的であったのは、このテヘラン・イギリス公使館でのバストであった。参加者は8月4日までに14,000人を超えるという大規模なものとなり、テヘランの商業・生産活動は完全に停止した。
公使館敷地内では、人びとが所属する組合が大商人からの食糧の頒布を行い、また組合別にテントに集まり、さまざまな論議を行っている。イギリスは終始反政府派擁護の立場は見せなかったが政府との交渉の仲介にはあたった。7月23日の当初要求は、大宰相の罷免、「アダーラト・ハーネ」の設立、ウラマーの帰還であった。しかし大宰相エイノッドウレは「アダーラト・ハーネ」は設立済みとして拒否した。26日にかけてのさらなる交渉の過程で「アダーラト・ハーネ」の要求は唐突に選挙による国民協議会設立へと変容する。今日につながる国民協議会（マジュレセ・シューラーイェ・メッリー）はこのとき初めて現れるのである。大宰相はこれを受けて、自身の罷免要求取り下げと引き替えに議会設立を容認し。ここにテヘランの商人らと政府の間での合意が形成されることになる。その背景には、アダーラト・ハーネの設立によるウラマーらへの政治介入による不利益を大宰相、商人とも嫌ったことがあった。
ゴムにバストしたウラマーらにこの合意について伝えられたのは数日後のことであった。政府は国民協議会設立を「アダーラト・ハーネ」の設立であるとウラマーらに伝えた。さらに同時期7月29日に、大宰相エイノッドウレは軍への給与未払などで権力基盤が急激に弱体化し辞任に追い込まれている。ウラマーらはテヘラン＝ゴム間の電信線を切断され、事態の掌握に手間取っていたが、以上のことから全体的な勝利と事態を捉えた。議会を「シャリーアによって国政改革を行う機関」であるとする政府の説明を信じたのである。
8月5日、立憲勅書。10日、若干の紛糾と修正を経て最終的に発布した。同13日、テヘランのイギリス公使館バスト解除。同15日、ゴムのウラマーらがテヘランへ帰還。ここに立憲革命の第1段階が終了し、続く第一立憲制・第一議会期に移ることとなる。しかし反政府派は決して憲法と議会を求めた一枚岩の集団ではなかった。最終局面において、すでに議会に「シャリーア実施のための協議会」を求める人々がおり、「選挙による国民協議会」という西欧的な理想を見いだす人びともいた。第一議会の紛糾の萌芽は立憲革命の当初から内包されていたのである。

### 小専制と地方蜂起

#### アンジョマンとジャーナリズムの成長
第一議会で問題になったのは、テヘラン選挙区で選出された議員のみで開催されたことである。9月9日に公布された第一次選挙法
の内容は以下の通りである。
1. 選出された議員は156人。そのうち、テヘラン選挙区によって選出された議員は60名を占めた。
2. 選挙人資格が6階層に分割していたこと（王族出身者、ウラマー、名士層、商人、地主、職人・手工業者）。
3. 選挙人資格が25歳以上であるのと同時に、それぞれの階層によって選挙人資格に条件があったこと。地主であれば1000トマーン以上の不動産を保有、商人であればしかるべき店舗を構えていること、職人や手工業者であればしかるべきギルドに所属していること。
4. 絶対的条件として、イラン国民であることが付帯された。

テヘラン選出の議員によって運営される議会は、地方選出の反発を生んだ。その中で台頭したのがアンジョマンと呼ばれる階層である。もともと、ペルシャ語で「集会」を意味したアンジョマン（anjuman）という用語がイランの政治で政治学的用語として確立したのはこのイラン立憲革命期である。とはいえ、アンジョマンのほとんどが必ずしも、特定の政治的立場やイデオロギーに基づいて組織化されておらず、同時に利害関係を代表する存在でもあった。したがって、最盛期にはテヘランだけで200の数に達したアンジョマンに対して、整理の必要性が迫られ、1907年5月には「州・県アンジョマン設置法」を制定することによって、公的なアンジョマンと私的なアンジョマンの区別の明確化を図った。また、一定程度の地方行政をゆだねたが、実際にアンジョマンが中央政府の期待に応える形で機能したのはラシュトやタブリーズのアンジョマンに限定された。
また、第一議会の時代にはジャーナリズム、特に、新聞の成長が顕著であった。革命以前に創刊されていた新聞は66紙に過ぎなかったが、1911年末の段階では335紙が発行されていた。イランの新聞ジャーナリズムは立憲革命支持の論陣を張った。

#### 第一議会の成果
1906年12月30日、死の床にいたモザッファロッディーン・シャーが全51条からなるイラン憲法第一部に署名した。このことにより、国民議会の構成と上院の設置が決定した。また、1907年10月7日には、第二部（憲法補則）も合わせて、国会を通過した。
イラン憲法は、1789年に制定されたフランス人権宣言の精神を盛り込み、立憲主義的憲法における古典的表現と呼ばれる1830年のベルギー憲法を範に置いた。
第一議会では財政面の取り組みが活発に行われた。政府による借款案の否決、土地保有・地税行政に関する4つの重要な提言が行われた。
1. 王族等に支給されていた年金の削減あるいは廃止。
2. 地方知事による課税権の規制。
3. 物価の変動により現実的でなくなっていたタスイール制の廃止。
4. 中世からのトゥユール制の廃止。

とはいえ、これらの提言のうち、最後のトゥユール制の廃止は、耕作農民にとって生活の改善につながるものではなかった。

#### シャーのクーデタとタブリーズ攻囲戦

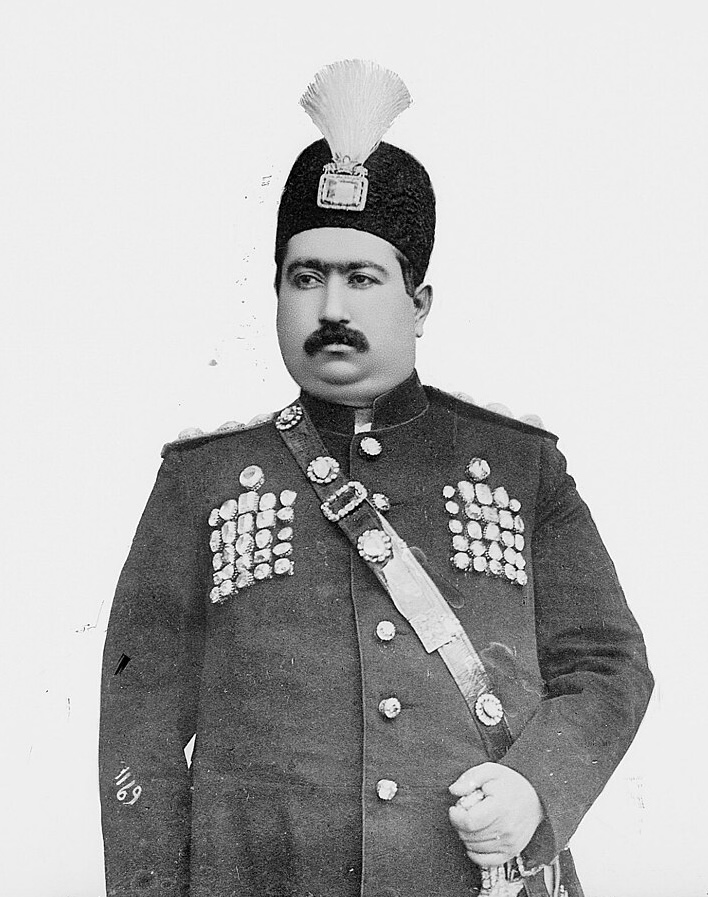
モハンマド・アリー・シャー

1907年、モハンマド・アリーがシャーに即位したが、モハンマド・アリーは皇太子時代から立憲革命に対しては強硬に反対の立場を採っていた。そのさなか、議会は立憲体制の具体的な内容をめぐって、亀裂が生じた。その亀裂とは、西欧的な改革を目指す知識人とイスラームの伝統的な知的体型を核に改革を目指すウラマー層の間の亀裂であった。
イランをめぐる国際情勢も大きな変化を迎えていた。1907年8月31日、イギリスとロシアの間で英露協商が締結され、イラン国土における勢力圏が確定した。また、モハンマド・アリーの信頼を得ていた大宰相アミーノッソルターン（ペルシア語: امین‌السلطان）ことMirza Ali Asghar Khan Amin al-Sultan（ペルシア語: علی‌اصغر اتابک）が暗殺された。1908年になると、テヘラン、タブリーズ、エスファハーンなどの諸都市で立憲はと反立憲派の武力衝突が頻繁に起きた。また、モハンマド・アリー暗殺未遂事件も発生した。モハンマド・アリーは、6月11日、戒厳令を発布し、各地のアンジョマンの弾圧に着手した。
シャーのクーデタは、一時的に立憲派の勢力の弱体化に成功した。しかし、地方で成長したアンジョマンは、モハンマド・シャーの政策運営に対して、武装闘争が組織された。その中でも、最も強力なアンジョマンはイランとロシアの接点であり続けたタブリーズであった。タブリーズのアンジョマンは第一議会において、立憲派の拠点組織へと成長し、大商人による小麦の退蔵の禁止、肉・パンといった日常必需品の価格高騰の統制、度量衡の統一、タブリーズの警察業務と裁判業務を管掌していた。確かに、タブリーズのアンジョマンは、シャーのクーデタによって大打撃を受けたが、カフカス地方の社会民主党や社会主義者と密接な関係を持っており、社会民主党の指導の下、商人、職人、中・下級ウラマー、任侠・無頼の徒など、約2万人の義勇兵組織が結成され、シャーが派遣した部隊が敢行したタブリーズ攻囲戦を戦い抜いた。タブリーズ攻囲戦の結果、イラン全域で立憲派の蜂起が敢行されるようになった。

### 第二立憲制

#### 穏健派と急進派の対立
1909年7月、各地で蜂起した地方勢力がテヘランに入城した。モハンマド・アリー・シャーはロシア大使館に逃げ込み、最後のシャー、アフマド・シャーが即位した。8月5日、第二議会の再開が宣言された。
第二議会における選挙法は第一議会と比べてある程度、条件の緩和が見受けられる。具体的には、
1. 社会層別選出の廃止と宗教的マイノリティ枠の設定
2. テヘラン選挙区選出議員数を60から15へ、地方選挙区選出議員数を96から101へ拡大。
3. 資産条件の緩和。

となる。その結果、第一議会と比較しても、穏健な傾向を帯びるようになった。しかし、第一議会の際に鮮明となった穏健派と革命派の対立はそのまま残った。
穏健派は議会の約3分の2を占め、ウラマー、地主、高級官僚出身者が多かった。彼らの主張は、立憲君主制を強化し、法の護持の原則を掲げ、バーザール中間層への支援、テロリズムの排除を訴えた。中心は、有力モジュタヒドであるアブドゥッラー・ベフベハーニーである。
一方の革命派は、官僚、ジャーナリストなどが中心であり、法の下の平等、政教分離、土地改革、無償教育を主張した。中心を担ったのは、ハサン・タギーザーデなどである。
彼らの対立は、議会外の武装衝突、暗殺の応酬にまで拡大した。ベフベハーニーが1910年7月に暗殺されるとその報復事件が起き、政府は｢武器携行禁止令｣を発布し、事態の収拾を行った。

#### 第二議会の成果
政争に翻弄された第二議会であるが、成果が上がった分野も存在した。1つが司法改革であり、民法の編纂作業に取り組んだ。2つ目が教育改革であり、イランでも無償の初等教育の実施、1911年11月には教育基本法が施行された。
最後に挙げられるのが年間40%にも達する財政赤字を解消し、現状に見合った租税制度を導入する財政改革であった。議会の承認を得て、アメリカ人財政顧問モルガン・シャスターが招聘され、円滑な徴税業務を遂行するための機関として国家ジャンダルメリーが創設され、また、一部では王族の土地の接収を実施した。しかし、シャスターによる改革はロシアへの対立を呼び込む要因となった。

### 和文
- 八尾師誠 (1998), イラン近代の原像――英雄サッタール・ハーン（英語版）の革命, 東京: 東京大学出版会

### 欧文
- Afary, Janet (1996), The Iranian Constitutional Revolution 1906-1911: Grassroots Democracy, Social Democracy, and the Origins of Feminism, New York: Columbia University Press, ISBN 0231103506
- Bayat, Mangol (1991), Iran's First Revolution: Shi'ism and the Constitutional Revolution of 1905-1909, New York & Oxford: Oxford University Press, ISBN 019506822X
- Martin, Vannesa (1989), Islam and Modernism: The Iranian Revolution of 1906', Syracuse, NY: Syracuse University Press, ISBN 0815624735